# Saïd Haddou
Pour les articles homonymes, voir Haddou.
Saïd Haddou, né le 23 novembre 1982 à Issy-les-Moulineaux, est un ancien coureur cycliste professionnel français.

## Biographie

### Enfance
Said Haddou naît le 23 novembre 1982 à Issy-les-Moulineaux. Il grandit à Clamart.

### Famille
Il est le frère de Nadir Haddou.

### Formation
Il commence une formation dans une école cycliste à Clamart, puis au CC Nogent-sur-Oise avec lequel il gagne notamment la Côte picarde en 2004. 

### Carrière
En 2005, il devient sportif professionnel chez Auber 93, où il effectue deux saisons et remporte la première étape du Tour du Poitou-Charentes en 2006.
En 2007, Saïd Haddou est engagé par l'équipe Bouygues Telecom, après avoir pris l'initiative de contacter son directeur Jean-René Bernaudeau. Durant sa première saison avec cette formation, il gagne le Tro Bro Leon. Sa saison 2008 est perturbée par des problèmes de dos, une mononucléose et une chute lors du championnat de France,.
En 2009, il participe à Milan-San Remo, au Tour des Flandres et à Paris-Roubaix, dont il prend la 26e place. Il gagne à nouveau le Tro Bro Leon. Il prend ensuite part à ses premiers grands tours. Il dispute le Tour d'Italie, où il se classe à la 163e place finale, après avoir obtenu une 9e place lors de la 9e étape. Il est ensuite sélectionné pour le Tour de France ; classé dixième de la 10e étape, il est 143e à l'arrivée à Paris.
En 2010, sa saison est perturbée par une fracture du tibia survenue lors de Paris-Corrèze. En 2011, il revient à la compétition et gagne, en février, la cinquième étape de l'Étoile de Bessèges.
À l'issue de la saison 2012, il n'est pas conservé par Jean-René Bernaudeau au sein de l'équipe Europcar.

## Palmarès sur route
| - 2002 - 2e de Paris-Ézy - 2003 - 8e étape du Circuit des plages vendéennes - 2004 - Côte picarde - 3e étape du Tour du Loiret - 4e étape des Boucles de la Mayenne - 3e de La Tramontane - 2005 - 4e étape du Tour de Gironde - 2006 - 1re étape du Tour du Poitou-Charentes | - 2007 - Tro Bro Leon - 2e des Boucles de l'Aulne - 2009 - Tro Bro Leon - 2011 - 5e étape de l'Étoile de Bessèges - 2012 - Grand Prix de Tallinn-Tartu - Prologue du Tour Alsace (contre-la-montre par équipes) |

## Résultats sur les grands tours

### Tour de France
1 participation
- 2009 : 143e

### Tour d'Italie
1 participation
- 2009 : 163e

## Classements mondiaux
| Année              | 2005 | 2006 | 2007 | 2008 | 2009 | 2010 | 2011 | 2012 |
| ------------------ | ---- | ---- | ---- | ---- | ---- | ---- | ---- | ---- |
| Classement ProTour |      |      | 225e |      |      |      |      |      |
| UCI Europe Tour    | 505e | 219e |      |      |      | 490e | 299e | 127e |

## Palmarès sur piste

### Championnats d'Europe
- Büttgen 2002
  -  Champion d'Europe de l'américaine espoirs (avec Laurent D'Olivier)

### Championnats de France
- 2002
  -  Champion de France de la course aux points espoirs

### Championnats régionaux
- 2002
  - Champion d'Île-de-France de poursuite